# Emilia Kulczyk-Prus
Emilia Ewa Kulczyk-Prus (ur. 1978) – geograf, historyk, pedagog, nauczyciel akademicki, instruktorka harcerska, autorka i redaktorka książek i poradników harcerskich, członkini Głównej Kwatery Związku Harcerstwa Polskiego w latach 2009–2017.

## Życiorys
Absolwentka Akademii Pedagogiki Specjalnej oraz Wydziału Pedagogicznego, Wydziału Psychologii i Wydziału Geografii i Studiów Regionalnych Uniwersytetu Warszawskiego, gdzie ukończyła również studia doktoranckie oraz Instytutu Historii Uniwersytetu Łódzkiego. Absolwentka studiów podyplomowych na Wydziale Zarządzania Uniwersytetu Łódzkiego oraz Akademii Obrony Narodowej. Jest nauczycielem przyrody i geografii w jednej z podwarszawskich szkół, prowadzi zajęcia z zakresu krajoznawstwa oraz pilotażu wycieczek na wyższej uczelni. Jest dyrektorem Instytutu Inspiracji i Innowacji.
Członkinią ZHP jest od 1984 roku. Działała w Hufcu Warszawa-Mokotów, była zastępową, drużynową gromady zuchowej i drużyny harcerzy starszych, komendantką szczepu, szefową zespołu programowego hufca, członkinią komendy hufca, hufcowej komisji stopni instruktorskich i zespołu kadry kształcącej. Następnie w Chorągwi Stołecznej ZHP pełniła funkcje instruktorki chorągwianego zespołu kadry kształcącej i zespołu programowego oraz członkini Chorągwianej Szkoły Instruktorskiej „Iluminacja”. Była szefową Zespołu zuchowego Głównej Kwatery ZHP, szefową Inspektoratu Ekologicznego Wydziału Specjalności GK ZHP i kierowniczką Wydziału Programowego GK ZHP. 
Komendantka III Ogólnopolskiego Zlotu Drużynowych w Małczu w 2009 oraz IV Zlotu Kadry ZHP w Gorzewie w 2015 r. Członkini komendy Zlotu ZHP "Kraków 2010".
W latach 2009–2017 członkini Głównej Kwatery ZHP ds. programowych. Odpowiadała za realizację programu związku, nadzorowała pracę wydziałów GK: wsparcia metodycznego, programowego, wsparcia specjalnościowego, inspiracji i poradnictwa, wychowania wodnego oraz Nieprzetartego Szlaku, a także działanie Harcerskiej Szkoły Ratownictwa.
Jest członkinią komisji stopni instruktorskich w Hufcu ZHP Piaseczno oraz komisji stopni instruktorskich Chorągwi Stołecznej ZHP. Pełni funkcję szefa CHZKK Chorągwi Mazowieckiej. 
Autorka i redaktorka książek i podręczników harcerskich, poradników dla drużynowych, opracowań propozycji programowych Związku. Współpracuje z miesięcznikiem „Czuwaj”.

## Odznaczenia
- Srebrny Krzyż Zasługi[10]
- Złoty Krzyż za Zasługi dla ZHP[11]
- Medal Komisji Edukacji Narodowej
- Złota Odznaka Kadry Programowej ZHP
- Złota Odznaka Kadry Kształcącej ZHP[2]